# Fred Neil
Fred Neil (16 de marzo de 1936 - 7 de julio de 2001) fue un cantante y compositor estadounidense que desarrolló su carrera desde mediados de los años 60 hasta principios de los 70, siendo su mayor éxito la canción "Everybody's Talkin'", tema principal de la banda sonora de la película de 1969 Midnight Cowboy, interpretado por Harry Nilsson.

## Biografía
Neil nació en Cleveland, Ohio, aunque creció en St. Petersburg, Florida. Desde niño estuvo familiarizado con la música debido al trabajo de su padre, representante de jukeboxes. A finales de los años 50 se trasladó a vivir a Nueva York, donde se dedicó a la composición, trabajando en el mítico Brill Building. En esta época compuso algunos temas de éxito para pioneros del rock and roll como Buddy Holly, para quien escribió "Come Back Baby" en 1958 y Roy Orbison para quien hizo "Candy Man" en 1961. 
A mediados de 1961 se trasladó a vivir a Greenwich Village, donde conoció a Vince Martin, con quien formó un dúo que en 1965 publicó su primer álbum Tear Down The Walls. Ese mismo año publicó Bleecker & MacDougal con Elektra Records, álbum en el que también colaboró el músico John Sebastian. En 1967, Fred Neil publicó un álbum homónimo que contenía el tema "Everybody's Talkin'", una canción que compuso durante las últimas sesiones de grabación del álbum, ansioso por terminar el trabajo lo antes posible para regresar a su casa en Florida. Everybody's Talkin' fue versionada en 1968 por Harry Nilsson, que la incluyó en su álbum Aerial Ballet  y que se convirtió en un enorme éxito internacional al año siguiente al formar parte de la banda sonora de la película Midnight Cowboy.
Tras "Everybody's Talkin'", la canción más conocida de Neil es "The Dolphins", un tema que ha sido interpretado por artistas como Linda Ronstadt, It's a Beautiful Day, Billy Bragg o Tim Buckley. Fred Neil fue un apasionado defensor de los delfines, hasta el punto de crear en 1970, junto al activista Ric O'Barry, la fundación Dolphin Research Project, dedicada a luchar contra la captura, tráfico y explotación de delfines alrededor de mundo.
A comienzos de los años 70 fue paulatinamente dejando de grabar y actuar, instalado en los Cayos de Florida, dedicó el resto de su vida a la defensa de los delfines. Ocasionalmente regresó a los escenarios, como en 1975, cuando participó en el Festival de Jazz de Montreux, junto a su amigo John Sebastian.
Fred Neil falleció en Summerland Key, Florida, el 7 de julio de 2001 debido a un cáncer de piel.

## Discografía
Álbumes
- 1965: Tear Down the Walls (Elektra) con Vince Martin
- 1965: Bleecker & MacDougal (Elektra), reeditado en 1970 como A Little Bit of Rain
- 1967: Fred Neil (Capitol), reeditado en 1969 como Everybody's Talkin' [10]
- 1968: Sessions (Capitol)
- 1971: The Other Side of This Life (Capitol)¡

Recopliatorios
- 1986: The Very Best of Fred Neil
- 1998: The Many Sides of Fred Neil
- 2003: Do You Ever Think of Me?
- 2004: The Sky Is Falling: The Complete Live Recordings 1965–1971
- 2005: Echoes of My Mind: The Best of Fred Neil 1963–1971
- 2008: Trav'lin' Man: The Early Singles (Fallout)[11]